# Jonquières, Aude

Jonquières este o comună în departamentul Aude din sudul Franței. În 1 ianuarie 2022 avea o populație de 46 de locuitori.